# Ólafur Egilsson
Ólafur Egilsson, född 1564, död 1 mars 1639, var en isländsk luthersk präst. 
Han var en av de 242 islänningar som år 1627 blev kidnappade av pirater från Barbareskstaterna och sålda som slavar i ett berömt fall känt som De turkiska kidnappningarna.  Han skrev en skildring av sina erfarenheter som slav i Nordafrika.